# Kartverket
 (décembre 2021).
Si vous disposez d'ouvrages ou d'articles de référence ou si vous connaissez des sites web de qualité traitant du thème abordé ici, merci de compléter l'article en donnant les références utiles à sa vérifiabilité et en les liant à la section « Notes et références ».
Kartverket est l'agence nationale norvégienne de cartographie, chargée de l'arpentage, de la géodésie, des levés hydrographiques, du cadastre et de la cartographie nationale.

## Historique
L'agence a été fondée en 1773 et son siège se trouve à Hønefoss. 
Il s'agit d'une agence publique relevant du ministère des Collectivités locales et de la Modernisation.